# Керенцев, Геннадий Петрович
Геннадий Петрович Ке́ренцев (29 сентября 1932, Оренбург — 30 апреля 2006, Москва) — российский гобоист и педагог, профессор Московской консерватории, преподаватель Центральной музыкальной школы при Московской консерватории. Заслуженный деятель искусств Российской Федерации (2006).
Воспитал несколько поколений гобоистов, которые работают сейчас в ведущих оркестрах Москвы и других городов России. Среди его учеников — А. Уткин, И. Ломакин, В. Назаров, А. Рубцов, М. Орехов, М. Евстигнеев, C. Тихонов, А. Введенский, В. Бородюк, C. Токарев, А. Целковский, А. Пискунов, Д. Котенок, Д. Кононок, В. Кулеба, А. Егоров, Ф. Егоров, C. Усачёва, Т. Золотько, В. Золотько, В. Бычков.

## Биография
Родился в Оренбурге. В 1954 году окончил Оренбургское музыкальное училище (класс Н. Ф. Маслова), в 1961 году — Московскую консерваторию (класс А. В. Петрова).
В 1963—1970 годах — солист оркестра Московского музыкального театра имени Станиславского и Немировича-Данченко. С 1970 года артист, а с 1980 года — солист Государственного академического Большого театра (английский рожок).
С 1959 по 1963 год — педагог 1-го Московского областного музыкального училища (Коломна). С 1965 года — преподаватель ЦМШ при Московской консерватории; с 1985 года — преподаватель кафедры духовых и ударных инструментов Московской консерватории (с 1998 года — профессор).
Автор репертуарного плана и программы по специальности «гобой» для средних специальных музыкальных школ, а также программы Сеульского филиала Московской консерватории.
Член жюри международного музыкального конкурса «Симфония» (Волгоград, 1997) и конкурса «Классическое наследие России» (1996).

## Награды и звания
- Медаль «За трудовое отличие» (1976)[1].
- Медаль «В память 850-летия Москвы»
- Заслуженный деятель искусств Российской Федерации (2006)
- II премия (в составе ансамбля) художественных конкурсов VI Всемирного фестиваля молодёжи и студентов (1957, Москва)